# Lju Ljankun
Lju Ljankun (poenostavljena kitajščina: 刘连昆; tradicionalna kitajščina: 劉連昆; pinjin: Liu Liankun), kitajski general, * januar 1933, † 15. avgust 1999.
Lju Ljankun, general (Šao Džjang), je med tretjo krizo tajvanske ožine leta 1996 posredoval Tajvanu podatke o kitajskih izstrelkih. Pozneje so ga odkrili in ga leta 1999 usmrtili.